# لبه تاریکی (فیلم ۱۹۴۳)
لبه تاریکی (انگلیسی: Edge of Darkness) فیلمی در ژانر جنگی به کارگردانی لوئیس مایلستون است که در سال ۱۹۴۳ منتشر شد.

## بازیگران
- ارول فلین
- ان شرایدن
- والتر هیوستون
- هلموت دانتینه
- جودیت اندرسون
- نانسی کولمن
- روث گوردون
- دورتی تری
- گلن کاوندر
- ویرجینیا کریستین
- ویلیام ادموندز
- ریچارد فریزر